# يوم المثلجات للفطور

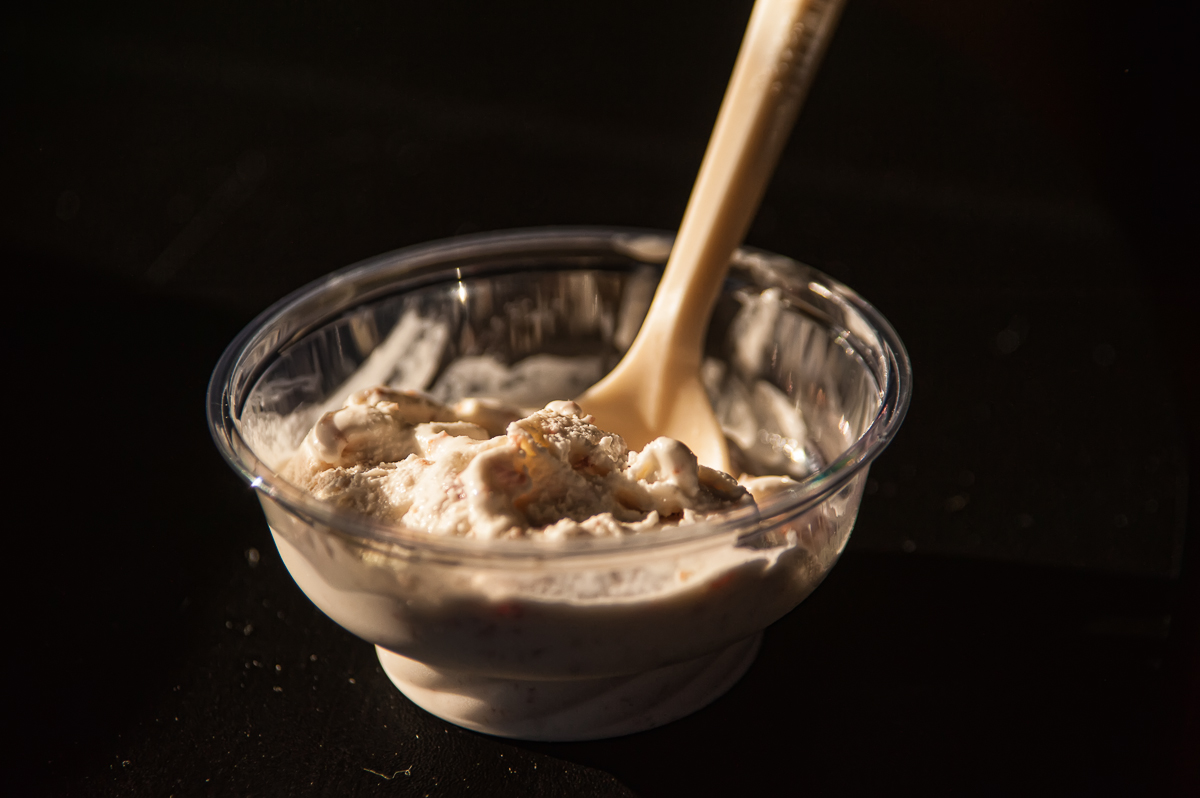
وعاء من الآيس كريم قدمه بائع مثلجات احتفالاً بيوم المثلجات للفطور 2014

يوم المثلجات للفطور هي أجازة يحتفل بها في أول سبت من شهر فبراير.

## تاريخها
تم اختراع هذه المناسبة في يوم شتاء مثلج في ستينيات القرن الماضي عن طريق فلورنس رابابورت في روشستر,نيويورك. وقد قام بتشجيعها ابنيها الأصاغر، روث وجون رابابورت في صباح يوم بارد ومثلج في شهر فبراير لتسليتهم، وقد قررت أن تعد لهم المثلجات في الفطور. وقد شرحت أن الجو كان بارد ومثلج والأطفال كانوا يشتكون أن الجو بارد وغير مشجع لفعل أي شئ، فقالت لهم : «هيا بنا نعد بعض المثلجات للفطور». وفي السنة التالية، ذكرها أطفالها باليوم وتم اعتبارها كتقليد. ويعتقد أن العام ليس مسجل تحديدا لكنه يعود الي عام 1966, عندما حدثت عاصفة ثلجية ضربت روشستر في أواخر يناير والتي تسببت في حدوث بضعة اقدام من الثلج في الشوارع وبسببها اغلقت المدارس. وعندما اجتمع الأشقاء، أقاموا الاحتفالات وقدموا التقاليد إلى الأصدقاء في المدرسة، وهكذا حتى بدأت الانتشار.